# 山下利三郎
山下 利三郎  （やました りさぶろう、1892年〈明治25年〉 - 1952年〈昭和27年〉3月29日）は、日本の作家。探偵小説界の先駆者の1人とされる。
小説家の江戸川乱歩がデビュー当時、同時期に活躍した作家の中でも、好敵手として最も強く意識された人物であったが、その後の評価は低い。本名は山下 平八郎（やました へいはちろう、改姓後、後述）。

## 経歴
四国出身。幼少時に京都府へ転居した。跡継ぎのいない伯父の跡継ぎとして山下姓に改姓したというが、旧姓は不詳である。額縁商を営んでいたが、詳細な経歴も明らかではない。様々な事業に手を出したようだが、自伝によれば「画家を志したが、養家の理解が得られず、断念した」とも、「原稿稼ぎをしていたが、金銭的に困難なために文業を見切り、画業に転向した」とも、「画業の中で探偵小説を思いついた」ともあり、詳細には不一致が見られる。
1922年（大正11年）12月号に、博文館の大衆雑誌「新趣味」に入選作品『誘拐者』が掲載され、文壇にデビューした。その後、雑誌「新青年」で作品発表の機会を得た。文学の発展期においては、早くに良い機会が得られたといえる。『誘拐者』で登場した私立探偵とその助手は、他の山下の作品にも登場しており、シリーズ作品に同じ探偵を登場させるという手法は、乱歩作品の明智小五郎に先んじていた。
1925年（大正14年）に探偵趣味の会の同人となり、1927年（昭和2年）には「探偵映画」、翌1928年（昭和3年）には「猟奇」と、それぞれ雑誌創刊に携わった。特に「猟奇」では、発刊時の中心的人物となった。「猟奇」1929年（昭和4年）12月号まで連載された「朱色の祭壇」を最後に、「利三郎」の筆名を廃した。同1929年か1930年（昭和5年）頃に、文業に専念のための背水の陣として、京都から上京した。1933年（昭和8年）には探偵小説専門誌「ぷろふいる」の創刊に携わり、本名名義で作品を連載した。
しかし探偵小説の発展に追随には至らず、次第に文壇の中央から遠ざかった。同人雑誌「探偵文学」1935年（昭和10年）12月号に掲載された『深夜の悲報』を最後に断筆した。東京からも去り、帰郷した。1952年（昭和27年）に不遇のまま、京都市左京区聖護院東町の自宅で死去した。

## 評価

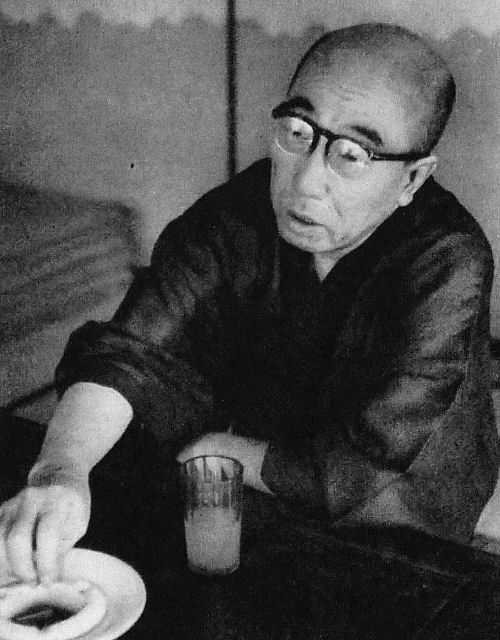
江戸川乱歩

1923年（大正12年）に、江戸川乱歩の『二銭銅貨』が「新青年」4月号に掲載されるにあたり、販売上の都合から山下利三郎の『頭の悪い男』を含む日本人作家の3篇の創作が掲載され、乱歩はこの中で「山下君の作が最もあなどりがたいものに思われた」「長年、その道で苦労して来たという感じがあり、文章なども達者で、ほんとうの素人の私に、何か敵わないというようなものを、感じさせた」と評価した。「新青年」編集長の森下雨村も、「探偵小説として傑れてゐるばかりでなく、純前たる文芸上の作品として観ても、棄て難い巧味がある」と絶賛した。後年には評論家の中島河太郎も「いわゆる専門作家の感があり」と語っている。その前年のデビュー作『誘拐者』も、山下自身は「描写や余裕に欠ける作品」と回想していたものの、後年に評論家の横井司が「甲賀三郎と比べても、引きを取らない出来ばえ」と評した。
一方で、勃興期においては結末の意外性やどんでん返しのみで探偵小説として通用していたものの、作風は古めかしく、本格味や情緒にも乏しかった。『頭の悪い男』以降も「新青年」誌上で作品を発表していたが、乱歩の方は別の雑誌にも進出し、さらに創作集も発刊しており、水をあけられつつあった。乱歩自身、先述の通り当初は山下を絶賛したものの、後に上京した山下と会い、後年「やつて行けるかどうか、私は甚だ危んだのであるが、見込みがないと云い切ることもできず」と回想しており、乱歩から山下の相談を受けた「新青年」編集長（当時）の横溝正史も「あんな漱石ばりの文章では困る。あれを直さなければ、見込みがないんじやないか」と語っていた。「山下利三郎」から改名したことは、こうした批判も一因と見られている。
本名名義での活動後も、「ぷろふいる」誌上では「過去一切を清算して、利三郎の筆名を廃し、今後本名山下平八郎をもつてこれに代へることにいたします」と述べ、作家としての意気込みも感じられたが、「ぷろふいる」編集長であった九鬼紫郎は山下を「山下さんには悪いが、われわれは問題にしていなかった。同氏の感覚の古さは『ぷろふいる』創刊からの連載の『横顔はたしか彼奴』という題名で、ほぼ想像が付こう」と語っていた。1935年（昭和10年）に刊行された『日本探偵小説傑作集』で乱歩が序文を書き下ろした際にも、当時の主要な探偵作家について、山下を「探偵小説界先駆者の一人であるが」と紹介しているが、「『頭の悪い男』『或る哲学者の死』『裏口から』など初期の短篇が最も記憶に残っている。作風はやはり情操派の人と云っていいと思う」と、山下利三郎名義での初期の作品にのみ触れ、当時の山下平八郎名義での作品には触れていない。
山下の活動時期が乱歩と同時期であったため、常に作品を乱歩と比較されたことで、山下元来の地味で古風な作風が弱点と見なされたとの見方もあり、時期が異なれば評価も異なったとの可能性も示唆されている。乱歩は山下の文筆力自体は評価しており、作家としての失敗を「ジャーナリズム遊泳術を快しとしない自尊心があつた為ではないかと思う」「やはり文筆的には不運な人であつたと云わなければなるまい。小説家の運不運には、一概に云い切れない微妙なものがある」と分析している。

## 著作
- 探偵趣味の会 編『創作探偵小説選集』 1925年版、春陽堂、1926年2月。 NCID BB12464382。全国書誌番号:79034336。
  - 収録：頭の悪い男
- 探偵趣味の会 編『創作探偵小説選集』 第2輯（1926年版）、春陽堂、1926年。 NCID BB12464382。全国書誌番号:43051806。
  - 収録：藻くづ
- 探偵趣味の会 編『創作探偵小説選集』 第3輯（1927年版）、春陽堂、1928年。 NCID BB12464382。全国書誌番号:44010934。
  - 収録：素晴しや亮吉
- 森下岩太郎 編『新進作家集 梅雨に咲く花外卅三篇』平凡社〈現代大衆文学全集 第35巻〉、1928年11月。 NCID BN12327648。全国書誌番号:46086095。
  - 収録：虎狼の街, 第一義, 或る哲学者の死, 裏口から
- 『山下利三郎・川田功集』改造社〈日本探偵小説全集 第15篇〉、1930年1月。 NCID BB01386345。全国書誌番号:47026215。
  - 収録：頭の悪い男, 或る哲学者の死, 小野さん, 第一義, 藻くづ, 裏口から, 素晴しや亮吉, 愚者の罪, 流転, 亮吉何をする！, 「地球滅亡前」, 虎狼の街, 仔猫と余六, 規則違犯
- ミステリー文学資料館 編『「探偵趣味」傑作選』光文社〈光文社文庫 幻の探偵雑誌 2〉、2000年4月。ISBN 9784334729943。 NCID BA52250864。全国書誌番号:20053126。
  - 収録：流転
- ミステリー文学資料館 編『「猟奇」傑作選』光文社〈光文社文庫 幻の探偵雑誌 6〉、2001年3月。ISBN 9784334731304。 NCID BA75170811。全国書誌番号:20139744。
  - 収録：朱色の祭壇
- ミステリー文学資料館 編『「新趣味」傑作選』光文社〈光文社文庫 幻の探偵雑誌 7〉、2001年11月。ISBN 9784334732400。 NCID BA75171701。全国書誌番号:20213757。
  - 収録：誘拐者
- 『山下利三郎探偵小説選』 1巻、論創社〈論創ミステリ叢書 27〉、2007年6月。ISBN 9784846007157。 NCID BA82384575。全国書誌番号:21247163。
  - 収録：誘拐者, 詩人の愛, 頭の悪い男, 君子の眼, 小野さん, 夜の呪, ある哲学者の死, 裏口から, 温古想題, 第一義, 藻くづ, 模人, 正体, 規則違反, 流転, 素晴しや亮吉, 愚者の罪, 仔猫と余六, 虎狼の街, 亮吉何をする！, 朱色の祭壇, 「地球滅亡前」, 解題（横井司著）
- 『山下利三郎探偵小説選』 2巻、論創社〈論創ミステリ叢書 28〉、2007年7月。ISBN 9784846007164。 NCID BA82384575。全国書誌番号:21269774。
  - 収録：横顔はたしか彼奴, 歳末とりとめな記, 運ちやん行状記, 見えぬ紙片, 野呂家の秘密, 深夜の悲報, 小奈祗の亡魂, 越中どの三番勝負, つらつら惟記, 画房雀, 譫言まじり, 処女作とか, 取留めもなく三つ, 五月創作界瞥見, 間と愚痴, 逐蠅閑話, 世間は狭い, 喫茶室, 奥丹後震災地より帰りて, 三千年以前の探偵趣味戯曲, どろどろ談話, おわび, くさぐさ, 本田諸生論は断る！, 私と彦九郎, おえらい物語, 著者自伝, 呪ひと怪死, 私の手を握って, 森下雨村を語る, グルクハイマー殺し合作と連作 ストーリー工作を見て, このところ省眄無用, 毒草園 毒には毒を, 書簡, 病窓放談, 稚拙な努力, 閑古鳥の呟き, ナポレオンの墓守 サンチーニの話, 古都アテネ, アンケートほか, 解題（横井司著）
- ミステリー文学資料館 編『幻の名探偵 傑作アンソロジー』光文社〈光文社文庫 み19-41〉、2013年5月。ISBN 9784334765712。 NCID BB23114633。全国書誌番号:9784334765712。
  - 収録：素晴らしや亮吉